# Corallodiscus cooperi
Corallodiscus cooperi là một loài thực vật có hoa trong họ Tai voi. Loài này được (Craib) B.L.Burtt mô tả khoa học đầu tiên năm 1947.